# Saint-Martin-des-Puits
 Saint-Martin-des-Puits  es una población y comuna francesa, en la región de Languedoc-Rosellón, departamento de Aude, en el distrito de Carcasona y cantón de Lagrasse.

## Demografía
| 7 | 147 | 127 | 10 | 21 | 13 |
| Para los censos de 1962 a 1999 la población legal corresponde a la población sin duplicidades (Fuente: INSEE [Consultar]) |     |     |    |    |    |